# Attalos (dostojnik macedoński)
Attalos (zm. 335 p.n.e.) – dowódca i dostojnik macedoński za panowania Filipa II, ojca Aleksandra Wielkiego. Był zięciem Parmeniona, a także stryjem i opiekunem Kleopatry – siódmej żony Filipa.

## Wesele Kleopatry
W 337 p.n.e., na ślubie króla Macedonii i swojej bratanicy, wzniósł toast, życząc nowożeńcom potomków – przyszłych królów, czystej krwi i z prawego łoża. Wyraził zapewne w ten sposób niechęć części elit macedońskich do innej żony Filipa – Olimpias, pochodzącej z Epiru matki Aleksandra, następcy tronu. Obecny na uczcie weselnej Aleksander wdał się w sprzeczkę z Attalosem, w obronie którego stanął pijany Filip. Całe wydarzenie skończyło się krótkotrwałym wygnaniem Aleksandra i Olimpias do Epiru.

## Sprawa Pauzaniasza
W 337 lub na początku 336 p.n.e. Attalos był uczestnikiem wydarzeń związanych z Pauzaniaszem, późniejszym zabójcą Filipa. Pauzaniasz był za młodu kochankiem Filipa, później jednak władca znalazł sobie innego ulubieńca (też noszącego imię Pauzaniasz). Nowy wybraniec został znieważony i doprowadzony do samobójstwa przez wcześniejszego Pauzaniasza, jednak przed śmiercią opowiedział o całej sytuacji Attalosowi. Ten na bankiecie upił przyszłego zabójcę króla, po czym razem z innymi gośćmi zgwałcił Pauzaniasza (według innych źródeł skłonił do tego czynu swoją służbę). Ofiara poskarżyła się królowi, ale ten nie ukarał stryja swojej nowej żony, co poskutkowało nienawiścią Pauzaniasza do władcy i późniejszym morderstwem.

## Kampania w Azji Mniejszej
Wiosną 336 p.n.e. Attalos był jednym z dowódców (oprócz Parmeniona i Amyntasa) oddziałów wysłanych przez Filipa do Azji Mniejszej, rządzonej przez perskich Achemenidów. Miała to być awangarda przyszłej, większej armii inwazyjnej. Wojska macedońskie, których liczebność szacowana jest na około 10 tysięcy żołnierzy, odnosiły początkowo spore sukcesy. Zajęły znaczne obszary na zachodzie Azji Mniejszej, przeciągnęły na swoją stronę ważne miasta regionu, takie jak Kyzikos czy Erythrai. W Efezie wybuchła rewolucja demokratyczna. Sytuacja odwróciła się, gdy nowy władca perski - Dariusz III − mianował wodzem najemników greckich Memnona, który dzięki energicznej kampanii zepchnął wojska macedońskie do nielicznych przyczółków.

## Za rządów Aleksandra
Śmierć Filipa II (w wyniku zamachu) szybko wykorzystała Olimpias. Powróciła z Epiru i zamordowała nowo narodzone dziecko Kleopatry i Filipa, a jego matkę skłoniła do samobójstwa. Aleksander, nowy król Macedonii, nie był zadowolony z poczynań matki, gdyż zaogniały one jego konflikt z Attalosem, a także jego teściem Parmenionem. Sam Attalos, przebywający w Azji Mniejszej, na wieść o śmierci bratanicy nie podjął buntu, mimo że namawiał go do tego listownie Demostenes. Wręcz przeciwnie – w obliczu zleconej przez Aleksandra serii zabójstw konkurentów do władzy, Attalos postanowił wykazać się pełną lojalnością i przekazał nowemu władcy korespondencję od Ateńczyka. Zabieg okazał się nieskuteczny - Aleksander wysłał do Azji oddział, dowodzony przez zaufanego oficera, Hekatajosa, który przyłączył się do przebywających tam sił macedońskich. Attalos został zabity przez Hekatajosa, przy obojętności Parmeniona, który prawdopodobnie zawarł jakieś porozumienie w tej sprawie z Aleksandrem. Miało to miejsce w 335 p.n.e.